# Poliomintha longiflora
Poliomintha longiflora är en kransblommig växtart som beskrevs av Asa Gray. Poliomintha longiflora ingår i släktet Poliomintha och familjen kransblommiga växter. Utöver nominatformen finns också underarten P. l. congesta.